# Istituto per sordi (Palermo)
L'Istituto per sordi era una scuola per sordi di Palermo. Fondata nel 1836 e nel 2005 è stata soppressa.